# 靴拔·費特列高·卡里路·達施華
靴拔·費特查斯路·卡里路·達·施華（Helbert Frederico Carreiro da Silva；1979年8月18日—），一般称作費特，巴西职业足球运动员，现效力于美國職業足球大聯盟球会華盛頓聯隊。